# ایزوبیلنی
شهر ایزوبیلنی (به روسی: Изобильный) در کشور روسیه و در کرای استاوروپول واقع شده‌است.